# Fernando Cornejo
Fernando Andrés Cornejo Jiménez (* 28. Januar 1969 in Rengo; † 24. Januar 2009 in Santiago de Chile) war ein chilenischer Fußballspieler. 
Der Mittelfeldspieler wurde zwischen 1991 und 2000 insgesamt 36 Mal in der chilenischen Nationalmannschaft eingesetzt und schoss dabei zwei Tore. Bei der Fußball-Weltmeisterschaft 1998 in Frankreich kam er zu drei Einsätzen.
Cornejo starb vier Tage vor seinem 40. Geburtstag an Magenkrebs.

## Titel
Cobreloa
- Chilenische Meisterschaft (4): 1992, 2003-A, 2003-C, 2004-C